# Puro cachanilla
«Puro cachanilla» es una canción del compositor mexicano Antonio Valdez Herrera,  la cual realza el término: cachanilla, como el gentilicio comúnmente empleado para designar a los mexicalenses y con el cual estos se identifican plenamente.

## Origen
Antonio Valdez residió en la ciudad de Mexicali entre los años cuarenta y cincuenta del siglo XX, desempeñándose como locutor y donde inició su carrera como compositor. Originalmente intentó promover sus poemas, pero un ejecutivo de radio le convenció de musicalizar dichos poemas. Estando en la Ciudad de México probó suerte como cantante y compositor integrando el Dueto Amanecer. El corrido "Puro cachanilla" fue grabado en 1963, dedicado principalmente a Mexicali y su valle, pero también, como la letra lo dice, a toda la región norte del estado mexicano de Baja California.

## Gentilicio
El origen del gentilicio cachanilla tiene muchos teorías, al ser esta una planta típica del desierto del delta Río Colorado, los indígenas de la tribu Cucapá la usaron para sus chozas temporales. De allí los primeros pioneros mestizos a finales del s XIX copiaron la idea para protegerse del sol y el frío cubriendo la estructura con lodo y adobe.

## Letra e interpretaciones
Puro cachanilla se canta en primera persona, se trata de un nativo del valle de Mexicali, cachanilla y por ende, bajacaliforniano y norteño. Mediante algunos tropos y descripciones, resalta el orgullo por su tierra natal.
PURO CACHANILLA
Antonio Valdez Herrera. Editora, EMI Musical SA de CV / Sociedad de Autores y Compositores de México (SACM) © 1963
Ficha técnica: Código SACAM - T0350232277 del 22 de febrero de 1963. Estudio: Columbia (CBS). Sello de lanzamiento: Discos Fiesta S.A. de C.V. Intérprete: Caín Corpus. Arreglista: Heriberto Aceves. Acompañamiento Musical: Mariachi Tenochtittlán de Heriberto Aveves
La canción originalmente en compás ternario, está compuesta por 4 sextetas con un estribillo que se repite después de las estrofas 2 y 4. La tonalidad original fue cambiada a Fa Mayor para ajustarse a la tesitura del intérprete Caín Corpus que era tenor ligero.
"Nací en los algodonales, 
bajo un sol abrasador,
Mis manos encallecieron 
y me bañe de sudor 
Yo soy puro cachanilla, 
orgulloso y cumplidor.

Mexicali fue mi cuna, 
Tecate mi adoración 
De mi coqueta Tijuana 
traigo prendido un amor 
Y por allá en Ensenada, 
se quedó mi corazón.
(ESTRIBILLO)
El cerro del Centinela, 
altivo y viejo guardián 
Tiene un lugar en la historia, 
de esta mi tierra natal 
Yo soy puro cachanilla, 
lo digo sin pretensión 
Soy de Baja California,
norteño de corazón.

Por su valle tan querido, 
mil veces me fui a pasear 
Palaco, Estación Victoria, 
Cuervos y su mezquital, 
Su gran colonia Carranza, 
San Felipe y Cucapá.
Mi tierra es una esmeralda, 
siempre bañada de sol 
Desde la alta Rumorosa, 
les brindo yo mi canción 
A su Laguna Salada, 
y a toda mi gran región."
La Sociedad de autores y Compositores de México, registra 47 interpretaciones de esta canción. La primera registrada en la voz de Caín Corpus en 1963. Otras versiones posteriores: Gilberto Valenzuela, Lucha Villa, David Corpus, Los Muecas quienes precisamente son originarios de Mexicali, María de Lourdes, Mercedes Castro, Pepe Aguilar, Vicente Fernández y numerosas versiones.
Otra canción hermana tanto por el autor como por su origen (Mexicali) es "Tierra Generosa" con Gilberto Sahuaripa Valenzuela.

## Primer intérprete
Caín Corpus fue el primer intérprete de la canción, Corpus recibió la canción su autor, Antonio Valdez Herrera, en un viaje de éste a la ciudad de Mexicali. A propuesta de un amigo mutuo, la canción fue grabada en los Estudios Columbia de la Ciudad de México en febrero de 1963. Ejecutivos de la Disquera regional FIESTA, difundieron el disco en formato vinilo de 45rpm por toda la región del Pacífico mexicano, desde Tijuana hasta Guadalajara. El cachanilla fue el nombre artístico de Caín Corpus que despegó su carrera a partir del éxito de la canción. A raíz de su triunfo se estableció en la Ciudad de México grabando para otras marcas discográficas y continuó dando presentaciones personales y en emisiones de Radio y TV así como giras artísticas por México, los Estados Unidos y Canadá. Falleció el 29 de diciembre de 2011 en Mexicali.

## Controversia del estribillo
Unos años después del éxito de la canción, se corrió el rumor entre los círculos artísticos locales de Baja California, de que el cantante y compositor sonorense Armando Toledo, había compuesto parte del corrido. Más específicamente el segundo verso del estribillo que dice:
```
"EL cerro del Centinela, altivo y viejo guardián, 
tiene un lugar en la historia, de esta mi tierra natal"
```

La supuesta contribución de Toledo diría:
"El cerro del Centinela, altivo y viejo guardián, 
```
Donde se paseó Murrieta, allí divisaba el plan"
```

La supuesta contribución fue siempre desmentida por el autor, aludiendo que él compuso la canción en la Ciudad de México y la pensó desde 1960, y que no pasaba de ser una buena broma de su paisano, también sonorense. Cabe destacar como anécdota que, Caín Corpus siempre en sus presentaciones y entre amigos solía sustituir en su interpretación del corrido, la línea "su gran colonia Carranza" por esta otra: "Su gran Ejido Durango" por ser él mismo oriundo de ese ejido en el valle de Mexicali.

## Motivos Culturales
Ampliamente difundida en Mexicali y su valle, es conocida por la mayoría de los lugareños de manera tal que se ha erigido como un himno de los cachanillas, y ha sido interpretado por muchos y variados artistas locales y nacionales. Caín Corpus (1935-2011) fue el primer intérprete en grabarla bajo el sello discográfico Discos Fiesta y gracias a esta interpretación en 1963, adquirió popularidad dentro y fuera de México. Este cantante era conocido precisamente como "El Cachanilla". La canción pronto se hizo popular, sobre todo en la región de la costa del Pacífico.